# Henhenet

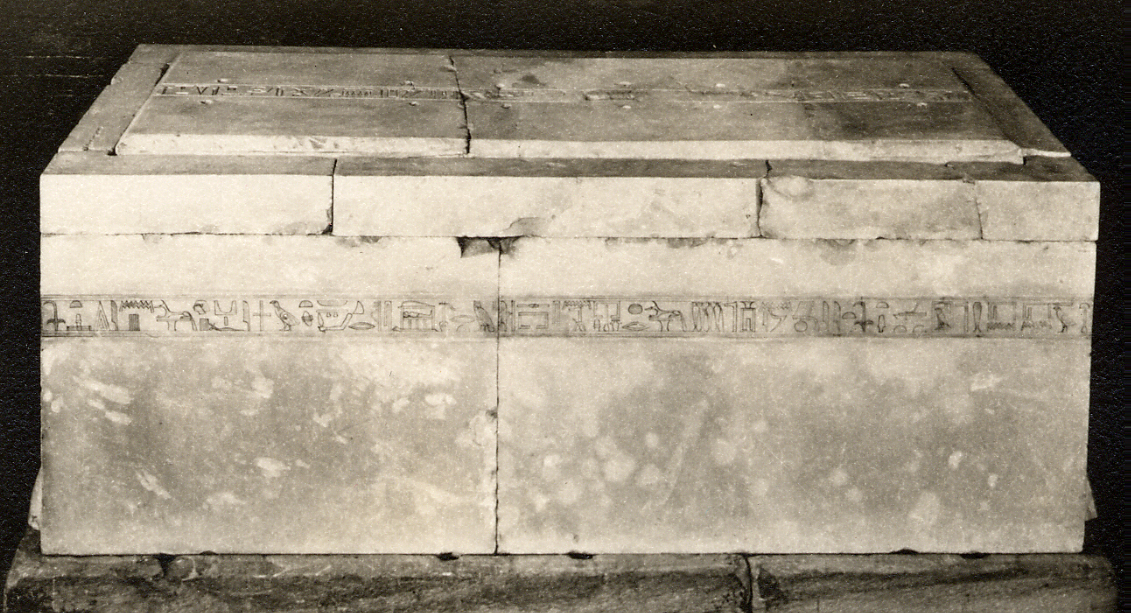
Cỗ quách đá của thứ phi Henhenet.

Henhenet là một vương hậu sống vào thời kỳ Vương triều thứ 11 trong lịch sử Ai Cập cổ đại. Bà là một thứ phi của pharaon Mentuhotep II.

## Chôn cất
Ngôi mộ và nhà nguyện nhỏ của thứ phi Henhenet được tìm thấy trong quần thể đền thờ của Mentuhotep II tại Deir el-Bahari, cùng với 5 thứ phi khác: Ashayet, Kawit, Kemsit, Sadeh và Mayet. Những bà thứ phi của Mentuhotep được suy đoán là người Nubia.
Cỗ quách bằng đá của thứ phi hiện được lưu giữ tại New York, trong khi xác ướp của bà được bảo quản tại Bảo tàng Ai Cập. Khám nghiệm xác ướp cho thấy, bà mất trong khi sinh con. Không giống như những cỗ quách của 5 bà phu nhân kia, quách của Henhenet không được chạm trổ phù điêu; chỉ có 1 dòng chữ khác ở hai bên quách. So với quách của Kawit, quách của Henhenet được ghép từ 6 mảnh đá vôi, chứ không phải đẽo từ đá nguyên khối. Nắp quách của Kawit được chạm khắc, trong khi của Henhenet lại được viết bằng mực màu xanh lá.
Dựa vào những dòng chữ trên, Henhenet được gọi là "Người vợ yêu quý của Vua", "Nữ tư tế của Hathor"...

## Liên kết ngoài

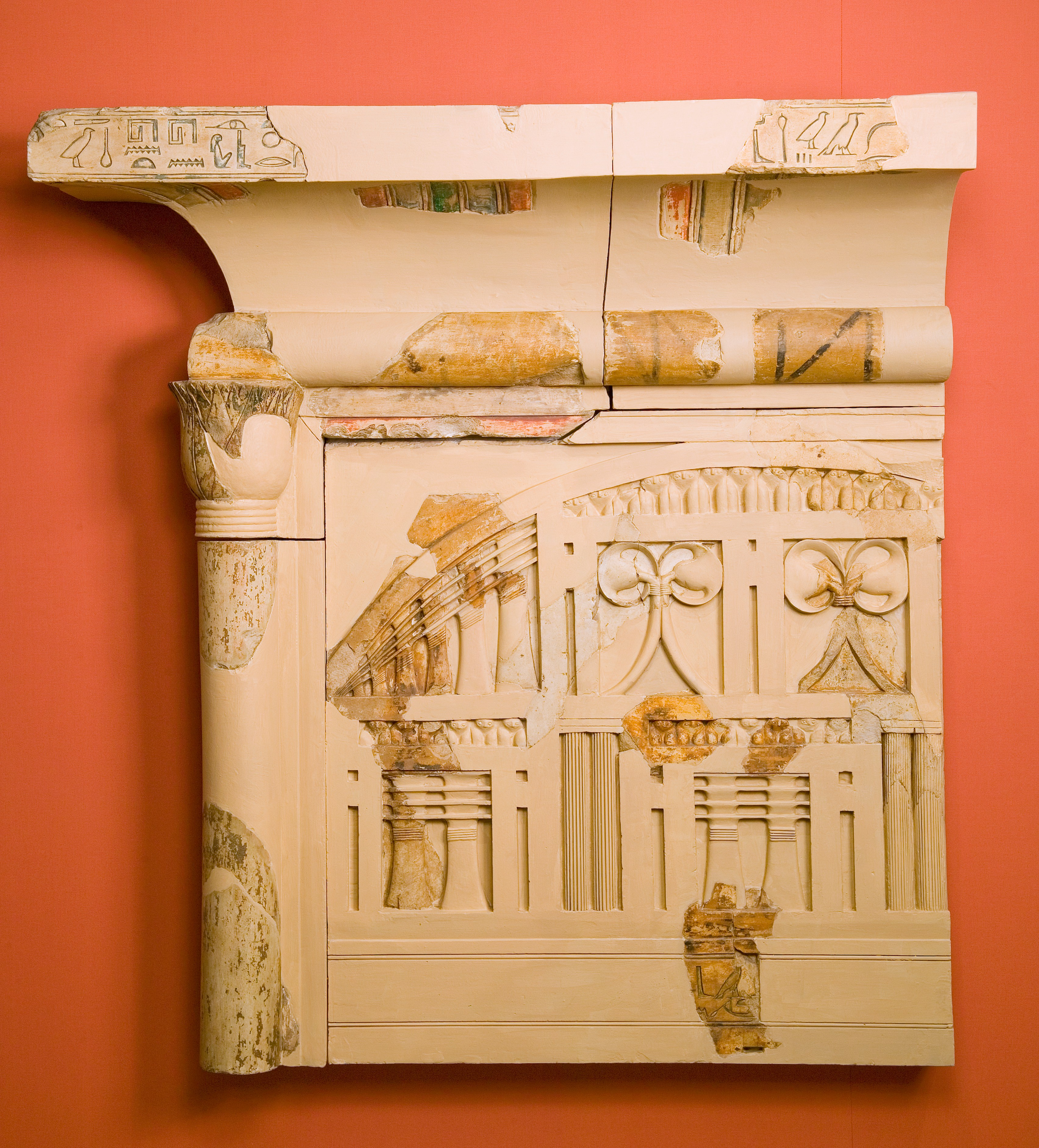
Phần còn lại của bệ thờ Henhenet.